# Dumka na dwa serca
Dumka na dwa serca – singel nagrany przez Edytę Górniak i Mietka Szcześniaka w 1998 roku. Piosenka promowała film Ogniem i mieczem w reżyserii Jerzego Hoffmana. Muzykę skomponował Krzesimir Dębski, a autorem tekstu jest Jacek Cygan.
Do piosenki nakręcono teledysk w reżyserii Janusza Kołodrubca.
Pierwotnie utwór został napisany na jeden głos, a jego wykonawczynią miała być Izabella Scorupco, jednak aktorka odrzuciła propozycję.
Utwór był uznany największym przebojem 1999, w marcu 2006 wygrał plebiscyt na „najpiękniejszą piosenkę z sercem”, zorganizowany przez TVP1 i radio RMF FM przy okazji akcji „Serce masz tylko jedno”, a w październiku 2007 zdobył Złotą Kaczkę dla „najlepszej piosenki filmowej 50-lecia” w konkursie magazynu „Film”.

## Lista utworów
Opracowano na podstawie materiału źródłowego.
1. „Dumka na dwa serca” – 4:46
2. „Pieśń Heleny” – 4:40
3. „Dumka na dwa serca (wersja instrumentalna)” – 3:37